# Vile (Portugal)
Vile ist eine Gemeinde (Freguesia) im nordportugiesischen Kreis Caminha.

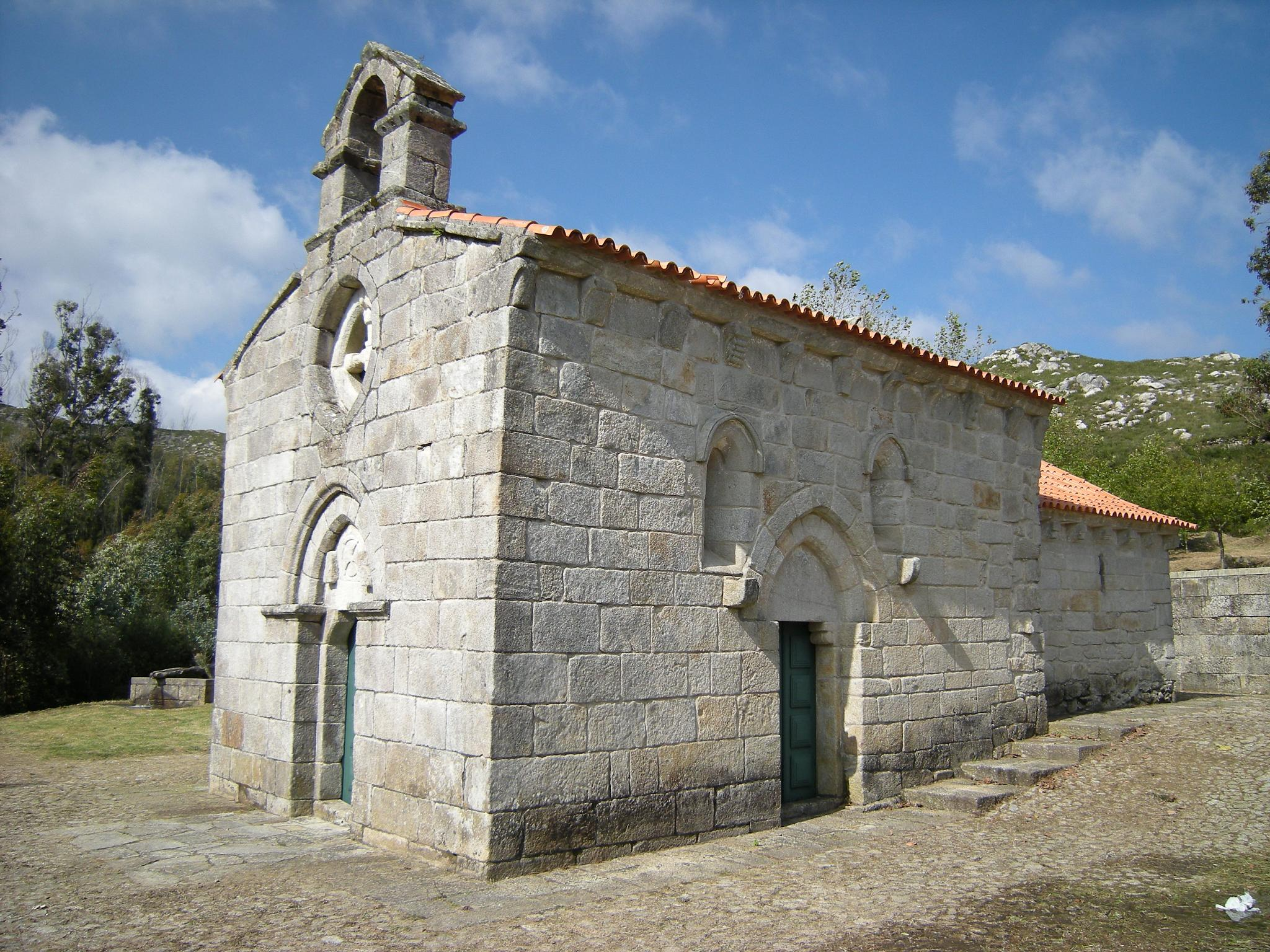
Romanische Kirche des späten dreizehnten Jahrhunderts

In ihr leben 288 Einwohner (Stand 19. April 2021).